# Mario Party: Island Tour
Mario Party: Island Tour (マリオパーティ アイランドツアー Mario Pātī Airando Tsuā ?) es un videojuego para Nintendo 3DS. Es el duodécimo juego de la saga Mario Party y el tercero de esta saga para una consola portátil. El juego fue anunciado por Satoru Iwata y lanzado el 22 de noviembre de 2013 en Norteamérica, 17 de enero de 2014 en Europa, 18 de enero de 2014 en Australia y el 20 de marzo en Japón, ésta entrega fue desarrollada por NdCube Co. Ltd por segunda vez después de Mario Party 9 de la consola Wii, ya que Hudson Soft pasó a ser subsidiaria de Konami.

## Modo de juego
En Island Tour no hay monedas o estrellas ( solo hay miniestrellas en Safari Estelar). Cada tablero es lineal y cada uno tiene distintas reglas y métodos para retrasar el avance de los jugadores rivales o declarar ganador. Completar tableros o minijuegos en modo libre otorga "puntos MP" igual que otros Mario Party.
| Tablero                   |
| ------------------------- |
| Reino de los objetos      |
| Montaña de Bill Banzai    |
| Safari Estelar            |
| Reino Galáctico           |
| Mansión de Kamek          |
| Casa de Naipes de Shy Guy |
| Volcán de Bowser          |

El modo historia es llamado Torre de Bowser. En este mismo, Bowser, que envidia el deleite de Mario y sus amigos con minijuegos en las Islas Fiesta, decide crear su propio minijuego, la Torre de Bowser, que el jugador, que elegirá a uno de los personajes jugables del juego, ha de llegar a la azotea para salvar las Islas Fiesta destruyendo el temible monumento a la maldad de Bowser.

## Personajes Jugables
- Mario
- Luigi
- Peach
- Daisy
- Wario
- Waluigi
- Yoshi
- Toad
- Boo
- Bowser Jr. (desbloqueable)

## Doblaje
| Personaje      | Actor de voz Original | Doblaje de Hispanoamérica | Doblaje de España     |
| -------------- | --------------------- | ------------------------- | --------------------- |
| Mario          | Charles Martinet      | Charles Martinet          | Charles Martinet      |
| Luigi          | Charles Martinet      | Charles Martinet          | Charles Martinet      |
| Wario          | Charles Martinet      | Charles Martinet          | Charles Martinet      |
| Waluigi        | Charles Martinet      | Charles Martinet          | Charles Martinet      |
| Princesa Peach | Samantha Kelly        | Samantha Kelly            | Samantha Kelly        |
| Toads          | Samantha Kelly        | Samantha Kelly            | Samantha Kelly        |
| Princesa Daisy | Deanna Mustard        | Deanna Mustard            | Deanna Mustard        |
| Yoshi          | Kazumi Totaka         | Kazumi Totaka             | Kazumi Totaka         |
| Shy Guy        | Nate Bihldorff        | Nate Bihldorff            | Nate Bihldorff        |
| Kamek          | Atsushi Masaki        | Atsushi Masaki            | Atsushi Masaki        |
| Bowser         | Kenny James           | Kenny James               | Kenny James           |
| Bowsitos       | Kenny James           | Kenny James               | Kenny James           |
| Bowser Jr.     | Caety Sagoian         | Caety Sagoian             | Caety Sagoian         |
| Donkey Kong    | Takashi Nagasako      | Takashi Nagasako          | Takashi Nagasako      |
| Diddy Kong     | Katsumi Suzuki        | Katsumi Suzuki            | Katsumi Suzuki        |
| Boo            | Charles Martinet      | Charles Martinet          | Charles Martinet      |
| Boo            | Sanae Suzaki          |                           |                       |
| Lakitu         | Dex Manley            | Dex Manley                | Dex Manley            |
| Huesitos       | Toru Asakawa          | Toru Asakawa              | Toru Asakawa          |
| Destellos      | Yuya Takezawa         | Yuya Takezawa             | Yuya Takezawa         |
| Comentarista   | Jeff Minnerly         | Pablo Magaz               | Javier Fernández-Peña |

- Expedición Estelar
- Reino Galáctico
- Mansiones de Kamek
- Baraja de Shy Guy (se requieren 3 o 4 jugadores)
- Volcán de Bowser (desbloqueable)

- Datos: Q13063856